# 到沆
到沆（479年—506年），字茂瀣，彭城武原人，南北朝南齐、南梁官員與文學家。
到沆的曾祖父是劉宋將軍到彥之，父親到撝則為南齊的五兵尚書。到沆自幼聰明，五歲時父親於屏風抄古詩，他請教讀一辭就能背誦；長大後他勤於學習，擅長文章和書法，樣子也生得俊俏。南齊建武年間，到沆從後軍法曹參軍起家，到南梁天監初年轉職征虜將軍的主簿。梁武帝新登基招攬人才，對他的才華十分欣賞；至蕭統被立為皇太子，到沆任官太子洗馬。當時文德殿設置學士省，召來才識豐富的學者在省內校定典籍史書，讓他進出宮內外。其時武帝於華光殿宴會，命羣臣作詩，只下詔叫到沆作二百字，但他在三刻就已經完成，並坐下上奏詩句，文辭優美；不久他在太子洗馬職務內管東宮書記、散騎省詔策文書。
天監三年（504年），朝廷下詔尚書郎中清廉能幹或才能出眾者擔任侍郎，於是到沆會獲任中曹侍郎。到沆的從父到溉、從兄到洽都有才華及名望，當時亦相繼續任職殿中，在其時獲稱頌；次年（505年）遷任太子中舍人。他為人不自誇，不談論他人是非，樂安任昉、南鄉范雲都和他友好，同年遷任丹陽尹丞，因病不能處理職務，遷轉為北中郎諮議參軍。天監五年（506年）他在任內去世，虛齡三十。梁武帝很是哀傷惋惜，下詔賜錢二萬，布三十匹，有詩賦百多篇留下。

## 家族
- 曾祖父劉宋將軍到彥之[1][2]
- 祖父劉宋驃騎從事中郎到仲度[2]
- 父親南齊五兵尚書到撝[1][2]

## 引用
1. 1 2 3 4  《梁書·卷四十九·列傳第四十三》：到沆字茂瀣，彭城武原人也。曾祖彥之，宋將軍。父撝，齊五兵尚書。沆幼聰敏，五歲時，撝於屏風抄古詩，沆請教讀一遍，便能諷誦，無所遺失。旣長勤學，善屬文，工篆隸。美風神，容止可悅。
2. 1 2 3 4 5  《南史·卷二十五·列傳第十五》：到彥之字道豫，彭城武原人，楚大夫屈到後也。……少子仲度嗣，位驃騎從事中郎。兄弟並有才用，皆早卒。仲度子撝。撝字茂謙。襲爵建昌公。……子沆嗣。沆字茂瀣，幼聰敏，五歲時，父撝于屏風抄古詩，沆請教讀一遍，便能諷誦。及長，善屬文，工篆隸，美風神，容止可悅。
3. ↑  《梁書·卷四十九·列傳第四十三》：齊建武中，起家後軍法曹參軍。天監初，遷征虜主簿。高祖初臨天下，收拔賢俊，甚愛其才。東宮建，以爲太子洗馬。時文德殿置學士省，召高才碩學者待詔其中，使校定墳史，詔沆通籍焉。時高祖讌華光殿，命羣臣賦詩，獨詔沆爲二百字，三刻使成。沆於坐立奏，其文甚美。俄以洗馬管東宮書記、散騎省優策文。
4. ↑  《南史·卷二十五·列傳第十五》：梁天監初，為征虜主簿。東宮建，以為太子洗馬。時文德殿置學士省，召高才碩學待詔，沆通籍焉。武帝宴華光殿，命群臣賦詩，獨詔沆為二百字，三刻便成。沆於坐立奏，其文甚美。俄以洗馬管東宮書記及散騎省優策文。
5. ↑  《梁書·卷四十九·列傳第四十三》：三年，詔尚書郎在職清能或人才高妙者爲侍郎，以沆爲殿中曹侍郎。沆從父兄溉、洽，並有才名，時皆相代爲殿中，當世榮之。四年，遷太子中舍人。沆爲人不自伐，不論人長短，樂安任昉、南鄉范雲皆與友善。其年，遷丹陽尹丞，以疾不能處職事，遷北中郎諮議參軍。五年，卒官，年三十。高祖甚傷惜焉，詔賜錢二萬，布三十匹。所著詩賦百餘篇。
6. ↑  《南史·卷二十五·列傳第十五》：三年，詔尚書郎在職清能者為侍郎，以沆為殿中曹侍郎。此曹以文才選，沆從父兄溉、洽並有才名，時相代為之，見榮當世。遷太子中舍人。沆為人謙敬，口不論人短。任昉、範雲皆與善。後卒于北中郎諮議參軍。所著詩賦百餘篇。

## 延伸阅读
[在维基数据编辑]
 《梁書/卷49》，出自姚思廉《梁書》